# Eurogroup for Animals
Die Eurogroup for Animals (dt. Europäische Gruppe für Tiere) ist eine in Brüssel, Belgien, ansässige Organisation zur Verbesserung des Umgangs mit Tieren in der Europäischen Union. Sie repräsentiert Tierschutzorganisationen aus fast allen Mitgliedsstaaten der Europäischen Union. Seit ihrer Gründung im Jahr 1980 trägt die Organisation dazu bei, dass die Europäische Union höhere gesetzliche Auflagen und Standards im Tierschutz einführt.
Die Eurogroup for Animals berät mit ihrer Tierschutzexpertise verschiedene europäische Institutionen wie die Europäische Kommission, den Rat der Europäischen Union und das Europäische Parlament. Sie betreibt ebenfalls das Sekretariat der Intergroup für Tier- und Artenschutz des Europäischen Parlaments, das monatlich im Europäischen Parlament in Straßburg tagt.
Die Eurogroup for Animals arbeitet auch eng mit dem Handel zusammen, um Unternehmen davon zu überzeugen, höhere Tierschutzstandards einzuführen. Zusätzlich führt sie Kampagnen zur Verbesserung der Situation von Nutztieren, Versuchstieren und Wildtieren, zum Beispiel 2008 um die Akzeptanz des Klonens zur Nahrungsmittelproduktion in der EU zu verhindern.

## Geschichte
Die Britische Tierschutzorganisation RSPCA entschloss sich die Eurogroup for Animals zu gründen, weil sie erkannt hatte, dass immer mehr für Tiere relevante gesetzliche Entscheidungen auf europäischer Ebene vorgegeben werden. Somit wurde 1980 die Eurogroup for Animals als erste Koalition von Tierschutzgruppen auf europäischer Ebene gegründet. Sie ist auch eine der am längsten etablierten Nichtregierungsorganisationen in Brüssel. Über die Jahre wuchs die Eurogroup for Animals dermaßen, dass sie Anfang 2012 Organisationen aus nahezu allen Ländern der Europäischen Union vertritt. Sie nutzte die Erweiterung der Europäischen Union nach Mittel- und Osteuropa um Tierschutzorganisationen in diesen Ländern zu unterstützen. Internationale Organisationen wie International Fund for Animal Welfare, Compassion in World Farming und World Society for the Protection of Animals sind nun ebenfalls Mitglieder der Eurogroup for Animals. Deutsches Mitglied ist der Deutsche Tierschutzbund und der österreichische Vertreter in der Eurogroup for Animals ist Vier Pfoten.